# Ghana Cedi
Cedi (Cedi) är den valuta som används i Ghana i Afrika. Valutakoden är GHS. Den tidigare valutakoden var GHC, och ersattes 1 juli 2007 av den nya koden. 1 Cedi = 100 pesewas.
Valutan infördes 1965 och ersatte det ghanska pundet. Den fick sitt namn efter ordet sedie, en snäcka som tidigare användes som valuta. Cedin har genom åren drabbats av hög inflation. År 2007 genomfördes en valutareform som kapade fyra nollor på Cedi och samtidigt döpte man om valutan till Ghana Cedi. Ghana Cedi är den afrikanska valutan med högst inflation och de högsta sedelvalörerna.

## Historia
Cedi (¢) introducerades år 1965, men efter en militärkupp år 1966 ersattes den av New Cedi (N¢). Valutan infördes den 17 februari 1967 och gamla sedlar med Kwame Nkrumahs porträtt kunde växlas till den nya valutan till kurs 1,2:1,0. I mars 1973 återfick valutan sitt gamla namn.
Nationalbanken införde nya sedlar med valörerna 1, 2, 5, 10, 20 och 50 i mars 1979 och de gamla drogs in. Flera nya sedlar med högre valörer har införts sedan dess och år 2002 utgavs sedlar med valörerna  10 000 och 20 000 Cedi.

## Användning
Valutan ges ut av Bank of Ghana - BoG som grundades 1957 och ersatte den tidigare Bank of the Gold Coast och har huvudkontoret i Accra.

## Valörer

### Second Cedi
- mynt: 10, 20, 50, 100, 200 och 500 Cedi
- underenhet: används ej, tidigare pesewas
- sedlar: 1 000, 2 000, 5 000, 10 000 och 20 000 GHC

### Ghana (third) Cedi
- mynt: 1, 5, 10, 20 och 50 pesewas (1 används inte i systemet)
- sedlar: 1, 5, 10, 20 och 50 ¢.